# 山口瑞樹
山口 瑞樹（やまぐち みずき、12月23日生）は、日本の女性声優。茨城県出身。血液型はB型。フリー。
以前はエーエス企画、トリアス、futurum LLC.に所属していた。
トリアス退所後、芸名を山口瑞から山口瑞樹へ変更した（読みは同じ）。

## 出演

### テレビアニメ
- 鉄拳戦士アイアン・キッド（2010年、ジェニー）
- Dies irae（2017年、少年）

### Webアニメ
- SS GIRL（ぴーちゃん）
- 白昼夢（幼い頃のミドリ）

### ゲーム
- エンド オブ エタニティ
- 怒首領蜂大復活（レイン）
- キャラペットつくって! そだてて!キャラクター小学校（ハナウサ、コーヒーカピパラ他）
- おしゃべりうさぎ めちゃカワおしゃれコレクション（主人公、ナレーション他）
- ガーディアン・プロジェクト（雪風）

### オンラインゲーム
- 幻想戦姫（白虎、四不像、不動明王、ナタク他）
- X・A・O・C 〜ザオック〜（葵）
- モンスター娘のいる日常オンライン（チオーネ、ケープ、ジェリー、サキ）

### ドラマCD
- クラスメイト（女生徒、うさぎ）
- 第5回東方M-1ぐらんぷり（稗田阿求）
- 第6回東方M-1ぐらんぷり（稗田阿求）
- 第7回東方M-1ぐらんぷり(霍青娥）
- 第8回東方M-1ぐらんぷり(霍青娥、稗田阿求）
- 第10回東方M-1ぐらんぷり（稗田阿求）
- 第12回東方M-1ぐらんぷり（稗田阿求、霍青娥）
- 第2回東方M-1ぐらんぷりR（稗田阿求）

### 吹き替え
- ホスピタル・オブ・ザ・デッド（メリンダ、幼いころのルーカス）

### ラジオ
- トークひぽぽたます（アシスタント、FM世田谷）

### その他
- おもちゃ音声『押忍!ぼたん3』